# Unión (Iribarren)
Pour les articles homonymes, voir Union.
Unión est l'une des dix paroisses civiles de la municipalité d'Iribarren dans l'État de Lara au Venezuela. Sa capitale est Barquisimeto, chef-lieu de la municipalité et capitale de l'État, dont elle constitue l'une des paroisses civiles urbaines, située au nord-ouest du centre.

## Géographie

### Démographie
Hormis certains des quartiers nord-occidentaux de la ville de Barquisimeto dont Unión constitue l'une des paroisses civiles urbaines, celle-ci comporte également d'autres localités, parmi lesquelles :
- Algarí
- Barquisimeto
  - Zona Industrial II
- Carorita Arriba
- El Obispo
- El Portachuelo (partagé avec Juan de Villegas)
- Iglesia Vieja
- La Puerta
- Las Tinajitas
- Los Camagos
- Los Loros
- Mata de Algarí
- Puerta de Algarí
- Tamayo